# Proporzdemokratie
Mit Proporzdemokratie – siehe auch Konkordanzdemokratie, Verhandlungsdemokratie – bezeichnet man Demokratien, in denen alle wichtigen politischen sowie sozialen Kräfte der Gesellschaft an der politischen Willensbildung beteiligt sind. Die Beteiligung dieser Kräfte kann dabei paritätisch oder gemäß ihrer relativen Stärke in der Gesellschaft stattfinden.
Das Volk wählt das Parlament. Nach Proporz entspricht die Regierung dem Parlament. Somit gibt es keine Opposition. Häufig wird das System um plebiszitäre Elemente angereichert. Es gibt Ähnlichkeiten zur Konkordanzdemokratie.
Die Entscheidungsfindung beruht nicht auf dem Mehrheitsprinzip, sondern auf dem Verhandlungsweg (siehe Verhandlungsdemokratie).
Der Parteinproporz ist diesbezüglich ein mögliches Charakteristikum.

## Theorie der Proporzdemokratie
Das Konstrukt der Proporzdemokratie muss mindestens zwei in sich geschlossene Parteien beinhalten und sich sowohl durch politische Stabilität als auch durch marginale Wählermobilität auszeichnen. Entwicklungen gehen gemächlich und kontinuierlich vor sich; Änderungen können mit einiger Sicherheit vorausgesehen werden. 
Dabei geschieht jedoch eine sog. Versäulung, welche die Gesamtheit gesellschaftlicher Vorgänge betrifft. Diese wird „politisch überformt“, und so werden sämtliche Tätigkeiten unweigerlich in den Machtbereich politischer Interessen gezerrt. Alles wird auf irgendeine Weise parteipolitisch zuordenbar.
Um der so entstandenen Demokratie Stabilität zu verleihen, ist eine sog. amicabilis compositio, eine Art gütlichen Einvernehmens also, vonnöten, so wie sie auch in der Entwicklung des Westfälischen Friedens eine gewichtige Rolle einnahm. In ihm findet der Terminus auch seinen Ursprung. Es werden von allen Seiten Zugeständnisse getätigt, um sich gegenseitig so nah wie möglich zu kommen. Dies kann auf der einen Seite positiv als Kompromisspolitik, auf der anderen jedoch als regelrechte „Packelei“ aufgefasst werden. Die geschichtswissenschaftliche Analyse unterliegt jedoch in jedem Fall einem möglichst objektiven Wertungssystem, und vor allem der polemische Beigeschmack des eher abwertenden Zustandes der „Proporzdemokratie“ sollte nicht dazu führen, ihn voreingenommen als Missstand wahrzunehmen.

## Kritik
Auf parteipolitischer Ebene können Eingeständnisse eines ideologisch allzu brisanten Themas zu innerparteilichen Konflikten führen, welche sich oft derart zu versteifen drohen, dass eine Kompromissfindung des Themenbereichs gänzlich ausgeschlossen wird. All jene ideologisch verbrämten Punkte führen zu einem Problemstau.
Außerhalb des parteipolitischen Rahmens zeichnet sich jene Proporzpolitik vor allem durch eine Aufspaltung administrativer Eliten und privater Personen in politische Lager aus. Daraus resultiert eine wahre „Ämterpatronage und Klientelversorgung“; die Administrative verliert die nötige Distanz zu politischen Begebenheiten.
In Österreich kritisierte der Europarat 2008 die Korruptionsbekämpfung und nannte in diesem Zusammenhang auch das Proporzsystem als ein Hindernis, da dieses Führungspositionen im Polizei- und Justizapparat von der Parteizugehörigkeit oder -nähe abhängig mache. Im Kommentar der Chefredakteurin des Standards lautet dies: „In dem auf Englisch gehaltenen Bericht sticht ein Wort sofort ins Auge, weil es auf Deutsch geschrieben wird: Das ‚Proporzsystem‘ sei die Ursache dafür, dass es läuft, wie es läuft. Oder vieles nicht verfolgt wird. Wer ‚nicht die richtige politische Farbe‘ habe, müsse als ‚Staatsanwalt, Polizeiermittler (oder zu einem geringeren Ausmaß als Richter)‘ mit Karrierenachteilen rechnen, heißt es im Bericht. Im Klartext: Heikle Fälle werden verschleppt oder gar nicht erst angefasst.“